# Đào Đức Toàn
Đào Đức Toàn (sinh ngày 24 tháng 12 năm 1962) là một chính trị gia người Việt Nam. Ông nguyên là Trợ lý Tổng Bí thư Nguyễn Phú Trọng, Phụ trách Văn phòng Tổng Bí thư , Phó Chánh Văn phòng Trung ương Đảng, Phó Bí thư Thành ủy Hà Nội.

## Lý lịch và học vấn
Đào Đức Toàn sinh ngày 24 tháng 12 năm 1962, quê quán: xã Chi Lăng, thị xã Quế Võ, tỉnh Bắc Ninh;
Gia nhập Đảng Cộng sản Việt Nam ngày 3 tháng 3 năm 1984. Ngày chính thức là 3 tháng 9 năm 1985.
Trình độ chuyên môn nghiệp vụ: Thạc sĩ Quản trị kinh doanh.

## Sự nghiệp
Từ 8/1982 – 2/1984, Đào Đức Toàn tham gia bộ đội ở Binh chủng Pháo binh. Tháng 3/1984, sau khi xuất ngũ, ông về tham gia công tác Đoàn tại Đoàn phường Đồng Xuân, quận Hoàn Kiếm.
Thời gian sau đó, ông được bổ nhiệm làm Bí thư Đoàn phường Lý Thái Tổ, Trưởng ban Tuyên huấn Đảng ủy, rồi Ủy viên Ban Thường vụ, Phó Bí thư Quận đoàn Hoàn Kiếm, Phó Chủ tịch Hội LHTN quận Hoàn Kiếm, Phó ban Dân vận Quận ủy Hoàn Kiếm.
Từ 10/1996 – 1/2001: Quận ủy viên, Phó ban Tổ chức Quận ủy Hoàn Kiếm.
Từ 1/2001 – 5/2004: Ủy viên Ban Thường vụ, Trưởng ban Tổ chức Quận ủy Hoàn Kiếm.
Từ 5/2004 – 11/2006: Phó Bí thư thường trực Quận ủy Hoàn Kiếm.
Từ 11/2006 – 3/2014: Chánh văn phòng Thành ủy Hà Nội, Thành ủy viên khóa 14, 15, Đại biểu HĐND thành phố khóa 14.
Từ 4/2014 – 11/2015: Ủy viên Ban Thường vụ, Trưởng ban Tổ chức Thành ủy Hà Nội, Đại biểu HĐND thành phố khóa 14.
Từ 2/11/2015 – 27/11/2015: Phó Bí thư Thành ủy kiêm Trưởng ban Tổ chức Thành ủy Hà Nội, Đại biểu HĐND thành phố khóa 15.
Ngày 2/11/2015, tại Hội nghị lần thứ nhất, Đại hội Đảng bộ thành phố Hà Nội khóa XVI nhiệm kỳ 2015–2020, ông được bầu giữ chức Phó Bí thư Thành ủy Hà Nội nhiệm kỳ 2015–2020.
Từ sau Đại hội Đảng bộ thành phố Hà Nội khóa XVII nhiệm kỳ 2020–2025, ông thôi tham gia Ban Chấp hành, Ban Thường vụ và thôi giữ chức vụ Phó Bí thư Thành ủy Hà Nội. Người kế nhiệm ông ở chức vụ này là ông Nguyễn Văn Phong. 
Từ 10/2020 - 8/2021: ông được Ban Bí thư bổ nhiệm làm Phó Chánh Văn phòng Trung ương Đảng.
Từ 8/2021 - 7/2024: Trợ lý, Phụ trách Văn phòng Tổng Bí thư, thay thế cho ông Hồ Mẫu Ngoạt.

## Khen thưởng
- Huân chương Lao động hạng Nhì[5]